# A. A. Bondy
A. A. Bondy (nombre completo: Auguste Arthur Bondy y conocido también como Scott Bondy) es un músico y cantautor estadounidense de música folk alternativo.  Él fue el vocalista de Verbena, banda que Bondy fundó en la década de 1990.

## Carrera artística

### Época con Verbena
Bondy formó la banda de rock Verbena en la ciudad de Birmingham, Alabama a principios de los años 1990 junto al baterista Lester Nuby y al bajista Daniel Johnson.  Con esta agrupación, Bondy grabó tres álbumes de estudio: Souls for Sale, Into the Pink y La música negra, lanzados en 1997, 1999 y 2003 respectivamente. En el mismo año de la publicación de su tercer álbum, Verbena se desintegró.

### Como solista
Después de separarse de su anterior grupo, Bondy decidió seguir su carrera como solista y grabó su álbum debut llamado American Hearts, publicado en 2007.  Este disco fue grabado en un granero cercano a su casa ubicada en las montañas Catskill en la población de Palenville, Nueva York, EE. UU.
American Hearts hizo que la discográfica Fat Possum Records se interesara en el trabajo de Bondy y en 2008 el músico firmó contrato con esta compañía.  En septiembre de ese año, Bondy lanzó el disco When the Devil Loose. Bondy siguió escribiendo más canciones y el 13 de septiembre de 2011 salió a la venta Believers, su tercer producción discográfica como solista.

## Discografía

### Con Verbena
- 1997: Souls for Sale
- 1999: Into the Pink
- 2003: La música negra

### Como solista
- 2007: American Hearts
- 2008: When the Devil Loose
- 2011: Believers

## En la cultura popular
- El tema «Killed Myself When I Was Young» se puede escuchar en una parte del capítulo «Toilet Bowl» de la temporada 4 de la serie televisiva Friday Night Lights y se numera en el álbum de banda sonora Friday Night Lights, Vol. 2.[5][6]
- La canción «A Slow Parade» se oye en el episodio «Wilson» de la sexta temporada de la serie House.[7]
- «Mightest of Guns» se encuentra en un capítulo de la tercera temporada de la serie australiana Packed to the Rafters.
- Las melodías «There's a Reason» y «False River» se escuchan en el programa One Tree Hill.
- «When the Devil's Loose» se logra oír en el episodio «The Tough Man in the Tender Chicken» del programa estadounidense Bones.[8]
- El tema «World Without End» aparece en un momento del capítulo de la serie Covert Affairs.
- Su canción «Skull & Bones» cierra el tercer capítulo de la cuarta temporada de la adaptación estadounidense de la serie Shameless.